# Campanario de Gante

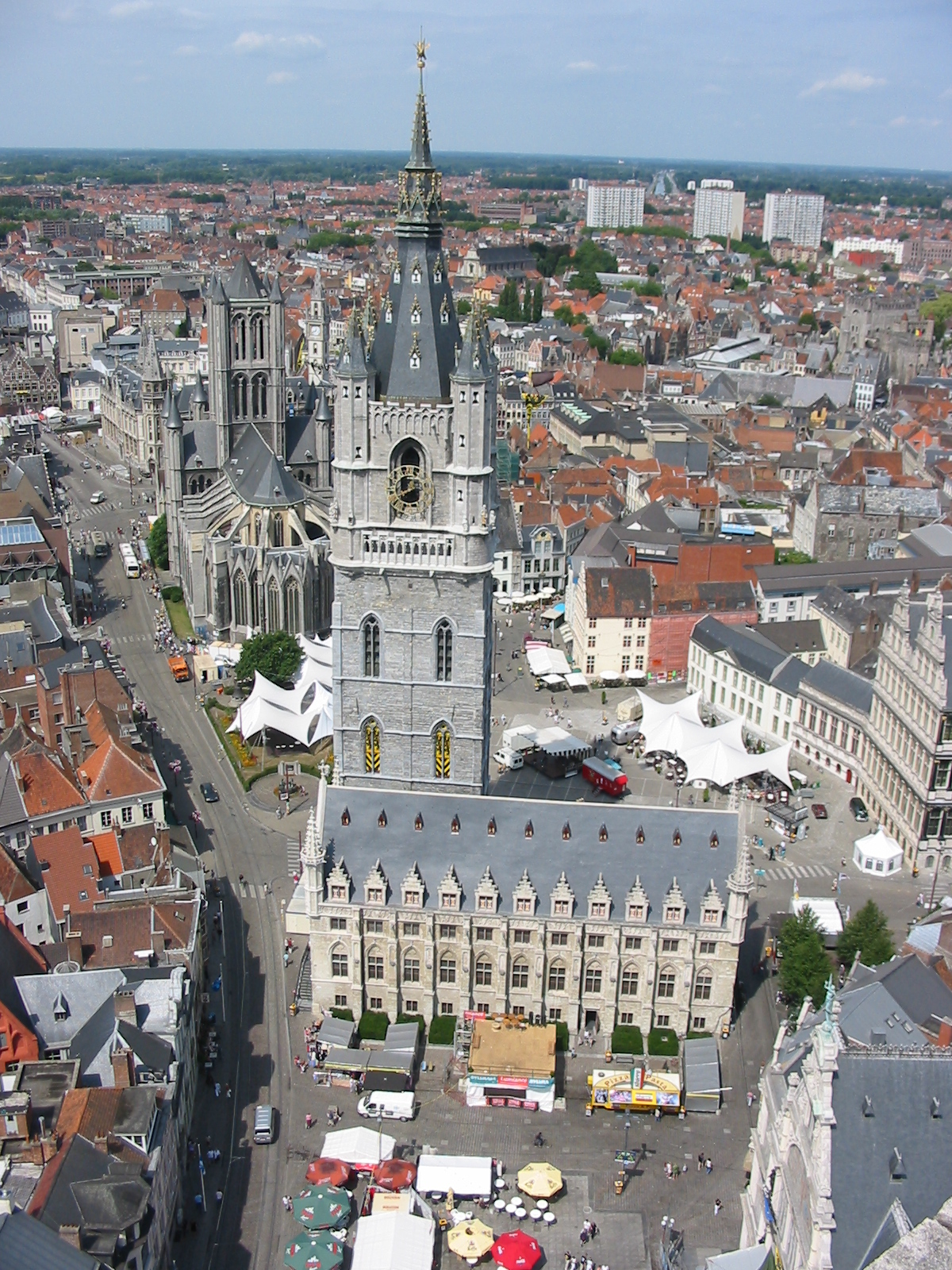
Campanario de Gante.

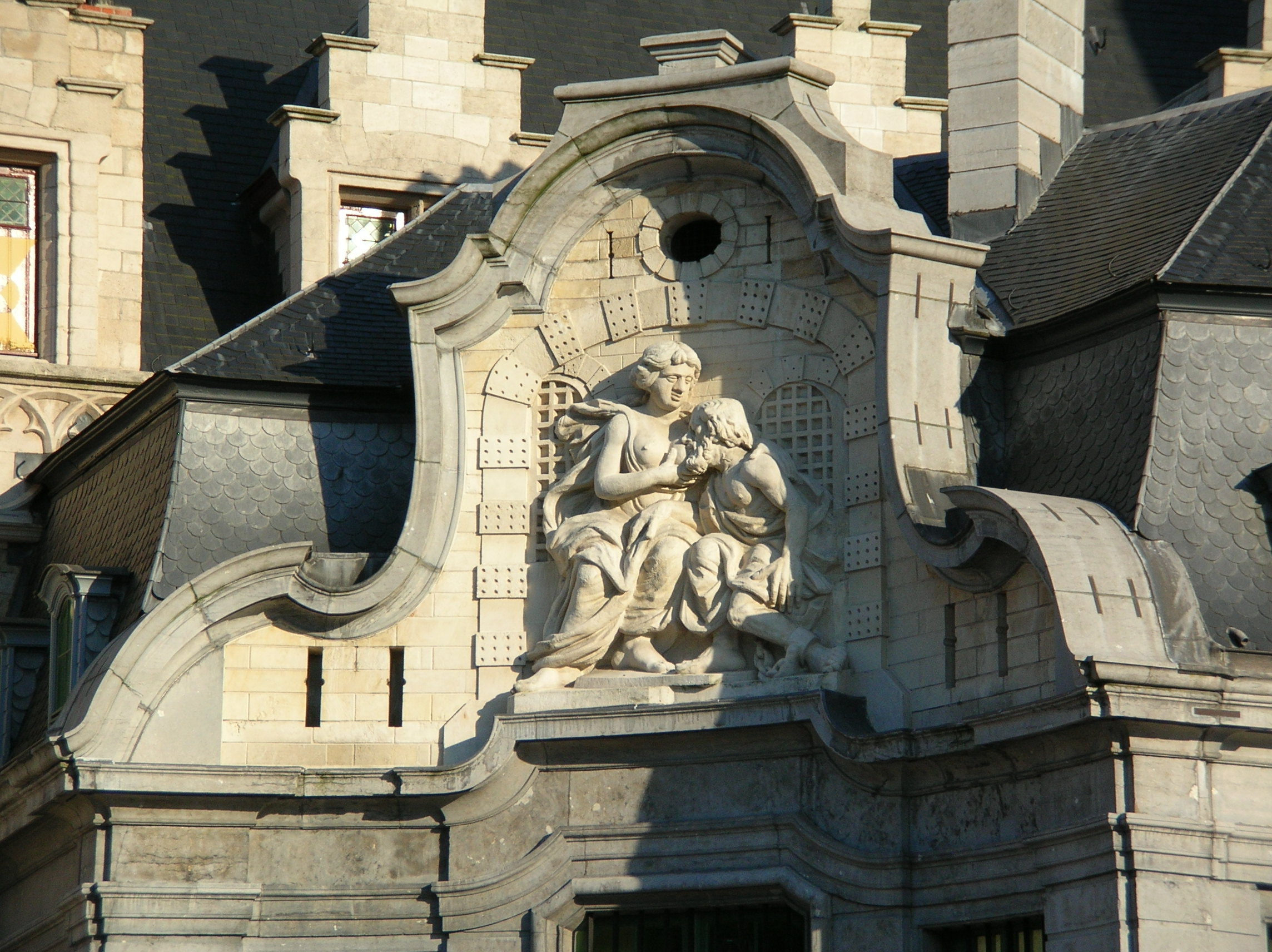
Relieve que muestra la leyenda del Mammelokker.

El campanario (o beffroi) de Gante (en francés: Beffroi de Gand, en neerlandés: Belfort van Gent), situado en el corazón de la ciudad, es una de las tres torres medievales características que dominan el casco antiguo de la ciudad de Gante en Bélgica, junto con las otras dos que son las de la Catedral de San Bavón y a la Iglesia de San Nicolás. Tiene una altura de 91 metros. A través de los siglos, ha servido no sólo como campanario para anunciar la hora y hacer avisos, sino también como torre de vigilancia fortificada y depósito de la tesorería de la ciudad.
La construcción de la torre comenzó en 1313 según el diseño del maestro albañil Jan van Haelst, cuyos planos aún se conservan en un museo. Después de continuar su construcción intermitentemente a través de guerras,  plagas y  agitación política, consiguió acabarse en 1380 con una estructura provisional en madera en la parte superior sobre los cuatro niveles inferiores en piedra. En 1377 se colocó el legendario dragón dorado, traído de Brujas, en la cima de la torre. Después de una reforma en  1771, la parte final en madera fue reemplazada en 1851 por una flecha neogótica de fundición, según diseño de Louis Roelandt,  arquitecto oficial de la villa en la época. Posteriormente, en 1911, la flecha fue reemplazada por la superestructura actual, realizada según los planos originales del siglo XIV, bajo la dirección del  arquitecto Vaerwijck.
La principal campana de la torre, de nombre Roland, era la que se  utilizaba  para advertir a los ciudadanos de que se aproximaba un enemigo o de que se había ganado una batalla.  "Roland ha llegado a ser casi una persona para el pueblo de Bélgica. És un patriota, un héroe, un líder en toda rebelión contra una autoridad injusta". Cuando Carlos V, emperador del Sacro Imperio Romano reconquistó Gante que se había levantado contra él, ordenó la destrucción de Roland en 1659.
La campana Roland es también personaje principal en el himno de la ciudad, en el que la campana avisa de un incendio o pide a los habitantes  y a los héroes que  luchen por su tierra.
Después de Roland, estuvo la campana "Triomphante", reemplazada a su vez en 1938 por una nueva de 6 toneladas de peso. La campana Triomphante está actualmente al pie del campanario, en la plaza Braun.
Hay otras 45 campanas más pequeñas formando un carillón, que se tocan con un teclado.
El campanario de Gante, junto con sus edificios anexos, pertenece al conjunto de los campanarios de Bélgica y Francia, inscrito en la  Lista del Patrimonio de la Humanidad de la Unesco.

## Lonja del Paño y Mammelokker
El salón rectangular junto al campanario fue construido para el mercado de tejidos que hizo a la ciudad rica en la Edad Media. En su interior se inspeccionaban y medían oficialmente las prendas de lana y se negociaban las transacciones. A medida que la industria textil perdió importancia, el salón acogió nuevos ocupantes, entre ellos una milicia y una escuela de esgrima. La construcción de la Lonja del Paño comenzó en 1425 y terminó 20 años más tarde, con sólo siete de las once previstas crujías. En 1903, la estructura se extendió cuatro crujías más, de acuerdo con el plan original.
Un pequeño anexo añadido en 1741, llamado el Mammelokker, servía como entrada y cuarto de guardia de la cárcel de la ciudad, que ocupaba parte de la lonja de los paños entre 1742 y 1902. El nombre se refiere a la escultura de la Caridad romana  encima de la puerta delantera. Representa la leyenda romana de un prisionero, Cimón, condenado a muerte por inanicion, pero que sobrevive y, finalmente, gana su libertad, gracias a su hija Pero, una nodriza que en secreto le amamanta durante sus visitas.